# Dark Matter (serial telewizyjny)
Dark Matter – amerykański serial (dramat science-fiction) wyprodukowany przez Prodigy Pictures Inc. Serial jest adaptacją komiksu o tym samym tytule autorstwa Josepha Mallozziego i Paula Mullie'ego, którzy napisali scenariusz.

## Fabuła
Serial opowiada o członkach załogi statku kosmicznego, którzy budzą się po anabiozie, nie wiedząc kim są, ani jak znaleźli się na pokładzie. Wspólnie muszą stawić czoło różnym zagrożeniom.

## Obsada

### Główna
- Marc Bendavid jako Jedynka, czyli Jace Corso[1]
- Melissa O’Neil jako Dwójka, czyli Portia Lin[1]
- Anthony Lemke jako Trójka, czyli Marcus Boone[1]
- Alex Mallari Jr. jako Czwórka, czyli Ryo Tetsuda[1]
- Jodelle Ferland jako Piątka, czyli Das[1]
- Roger Cross jako Szóstka, czyli Griffin Jones[1]
- Zoie Palmer jako Android[1]
- Melanie Liburd (od 2 sezonu)[2]

### Drugoplanowe
- David Hewlett jako Tabor Calchek
- Amanda Brugel jako Keeley
- Shaun Sipos jako Devon (sezon 2)[3]

### Gościnne
- Torri Higginsonl jako komandor Delaney Truffault
- Ruby Rose jako Wendy
- Franka Potente jako Shaddick

## Odcinki
| Sezon | Sezon | Odcinki | Oryginalna emisja SyFy | Oryginalna emisja SyFy | Oryginalna emisja SciFi Universal | Oryginalna emisja SciFi Universal | Oryginalna emisja SciFi Universal |
| Sezon | Sezon | Odcinki | Premiera sezonu        | Finał sezonu           | Premiera sezonu                   | Finał sezonu                      |                                   |
| ----- | ----- | ------- | ---------------------- | ---------------------- | --------------------------------- | --------------------------------- | --------------------------------- |
|       | 1     | 13      | 12 czerwca 2015        | 28 sierpnia 2015       | 14 czerwca 2015                   | 6 września 2015                   |                                   |
|       | 2     | 13      | 1 lipca 2016           | 16 września 2016       | 10 lipca 2016                     | 9 października 2016               |                                   |
|       | 3     | 13      | 9 czerwca 2017.        | 25 sierpnia 2017       | 25 czerwca 2017                   | 17 września 2017                  |                                   |

## Produkcja
15 października 2014 roku, stacja SyFy zamówiła 1. sezon serialu, 13 odcinków. Premierowy odcinek został wyemitowany 12 czerwca 2015 roku przez SyFy. W Polsce serial był emitowany od 14 czerwca 2015 roku przez SciFi Universal.
2 września 2015 roku, stacja SyFy zamówiła 2 sezon serialu, który będzie się składał z 13 odcinków. Drugi sezon serialu był emitowany od 10 lipca 2016 przez SciFi Universal 2 września 2016 roku, stacja SyFy zamówiła 3 sezon serialu.
2 września 2017 roku, stacja SyFy ogłosiła zakończenie produkcji po trzecim sezonie